# Kim Hong-bok
Dans ce nom coréen, le nom de famille, Kim, précède le nom personnel.
Kim Hong-bok (coréen : 김홍복) (né le 4 mars 1935  en Corée) est un joueur de football international sud-coréen, qui évoluait au poste de défenseur.

## Biographie

### Carrière en sélection
Avec l'équipe de Corée du Sud, il figure notamment dans le groupe des sélectionnés lors des JO de 1964.
Il participe également aux coupes d'Asie des nations de 1956 et de 1960. 
Lors du tournoi olympique, il joue trois matchs : contre la Tchécoslovaquie, le Brésil et enfin l'Égypte.

## Palmarès
Corée du Sud
- Coupe d'Asie des nations (2) :
  - Vainqueur : 1956 et 1960.